# Arleen Augér
Arleen Augér (nacida como Joyce Arleen Augér; South Gate, Los Ángeles, California; 13 de septiembre de 1939-Barneveld, Leusden, Países Bajos; 10 de junio de 1993) fue una eminente soprano de coloratura estadounidense de notable actuación europea, destacada en el área de la música sacra, recital y ópera.

## Biografía

### Inicios y vida personal
Joyce Arleen Augér nació el 13 de septiembre de 1939 en South Beach, California, en el seno de una familia extremadamente cristiana y conservadora. Su padre, Everett, era un ministro fundamentalista, su madre, Doris, un ama de casa.  Inició su instrucción musical recibiendo una sólida formación en el piano y el violín: pasaba largas horas estudiando sus partituras y cantando en la Iglesia. Mientras duraron sus primeros estudios fue solista vocal en su escuela y actuó en algunas celebraciones sociales y comunitarias; y sobre todo, en los servicios religiosos. Llegó incluso, a distinguirse como conductora de la orquesta en su colegio.
Terminado el bachillerato, ingresa en la California State University en Long Beach, en la que obtiene su título de bachiller en Artes y Pedagogía en 1963, dedicándose a la enseñanza de niños de kindergarten y primaria. Por esos años se casa por primera vez con un compañero de clase e intenta llevar una vida de ama de casa. Entre 1965 y 1967 estudió canto con Ralph Errolle en Evanston, Illinois. Tras divorciarse, Arleen regresó a la casa materna.
En Los Ángeles, participó en la competencia vocal "Victor Fuchs 1967". Martin Bernheimer, crítico musical de The Los Angeles Times, formaba parte del jurado y comentó: «En ese momento su única experiencia era cantando el papel de la enfermera Nellie Forbush en alguna compañía semi-profesional de mala muerte. Ella subió muy dispuesta al escenario y cantó "Der Hölle Rache" [el aria de la Reina de la Noche, de La flauta mágica] con sorprendente naturalidad, pues nadie le había dicho que esta era un aria difícil...»  Arleen Auger se convirtió en la ganadora del certamen por antonomasia. El premio consistía en un viaje a Viena y la posibilidad de presentarse en las audiciones para la Volksoper así como algunos compromisos para cantar en recitales y conciertos.
Equipada con tan sólo dos arias de coloratura y sin saber alemán, a los pocos días de su llegada a Viena fue descubierta  por Josef Krips, director de la prestigiosa Wiener Staatsoper, quien la contrató, debutando con el citado papel de la Reina de la Noche de la ópera de Wolfgang Amadeus Mozart bajo la batuta del mismo Josef Krips, y en sustitución de la soprano eslovaca Lucia Popp. Este papel le valió que la importante casa operística alargara su contrato por siete años más. En la segunda casa vienesa, la Volksoper, cantó Gilda de Rigoletto, La hija del regimiento y Konstanze de El rapto en el serrallo.

### Plenitud artística
En 1969, Arleen Augér realizó su debut americano, cantando la Reina de la Noche de la mozartiana La flauta mágica en el New York City Opera.
Maestra de excepcional talento, Arleen Augér entre 1971 y 1977 enseñó canto en la Hochschule für Musik und Darstellende Kunst de Fráncfort del Meno, Alemania, una posición privilegiada para una artista de origen americano.
En 1978 debutó en el Metropolitan Opera House como Marzelline en  Fidelio de Beethoven, bajo la dirección de Karl Böhm compartiendo el cartel con James King, Hildegard Behrens y Kurt Moll. Fueron las únicas cuatro funciones que cantó en la sala. Por ese entonces fijó su residencia en Hartsdale, una pequeña ciudad al noroeste de Manhattan, en el estado de Nueva York.
En la edición del New York Times del 14 de septiembre de 1986, Bernard Holland reseñó "Estamos frente a una intérprete que ama cantar por todos los buenos motivos que la mueven", Arleen Augér fue bienvenida en las más prestigiosas salas de concierto y casas de ópera como  La Scala, la Wiener Staatsoper, el Carnegie Hall, el Avery Fisher Hall, Le Châtelet de París, el  Concertgebouw de Ámsterdam, en Wigmore Hall y Royal Festival Hall de Londres, en el Teatro Bolshoi de Moscú.
Durante su carrera, apareció en más de sesenta festivales de Europa, Norteamérica y Asia. Su devoción por la música sacra es legendaria, atesorando actuaciones especialmente junto a su colega y amiga, la directora Blanche Moyse en The New England Bach Festival de Vermont (Eugene, Oregon) dirigida por Helmuth Rilling y el toque místico que aportó su presencia en el Bethlehem Bach Festival de Pensilvania en el cual colaboró con su director Greg Funfgeld. Para este entonces terminaría su segundo (y breve) matrimonio con el erudito Wolfgang Fahrenholz.
Realizó trece giras mundiales de concierto, siendo cotizada como solista por la pureza de su voz, llamada por muchos como una "cualidad luminosa" y su inteligencia musical. Trabajó junto a afamados directores, entre ellos: Claudio Abbado, Leonard Bernstein, Karl Böhm, Riccardo Chailly, Bernard Haitink, Christopher Hogwood, Lorin Maazel, Kurt Masur, Riccardo Muti, Seiji Ozawa, Trevor Pinnock, Simon Rattle, Helmuth Rilling, Georg Solti, Nicholas McGegan y Klaus Tennstedt; y estrenó obras de compositores contemporáneos como Alfred Heller, Richard Hundley, Ned Rorem, Libby Larsen y Judith Zaimont. Fue acompañada por pianistas de la talla de Dalton Baldwin, Steven Blier, Irwin Gage, Murray Perahia, Roger Vignoles y Brian Zieger.
Su discografía sobrepasa las doscientas grabaciones, desde la interpretación de todas las Cantatas de Johann Sebastian Bach dirigida por Helmuth Rilling hasta Arnold Schönberg. Mérito por el que fue galardonada en numerosos premios, entre ellos el "Orphée d´Or", el "Deutscher Schallplattenpreis", el "Grand Prix du Disque", el premio del Mumms Champagne, los Edison y un Grammy en edición póstuma. Gran intérprete de música sacra, en especial de Bach, Händel y Mozart. En enero del año 1988 realizó una grabación del oratorio El Mesías de Handel en la que intervinieron solistas como Anne Sofie von Otter, bajo la dirección de Trevor Pinnock.
Su interpretación aportó un sello distintivo al motete religioso "Exultate Jubilate" de Mozart, durante la boda real el 23 de julio de 1986 del príncipe Andrés de Inglaterra con Sarah Ferguson en la Abadía de Westminster, la cual fue vista y escuchada por más de 700 millones de espectadores en el mundo; siendo así la primera intérprete norteamericana en cantar en una boda real.
Fue estrella invitada en numerosos conciertos por el bicentenario de la muerte de Mozart, realizando grabaciones televisivas bajo la batuta de Leonard Bernstein de la Gran misa en do menor (Mozart), junto a su compatriota y colega, la mezzosoprano Frederica von Stade en una especie de concierto por la paz, luego de la caída del Muro de Berlín. Cantó también, la célebre Misa de réquiem en re menor (KV 626), esta vez bajo la dirección de sir Georg Solti; en la catedral de San Esteban de Viena, el 5 de diciembre de 1991, bicentenario de la muerte del compositor junto a su joven alumna Cecilia Bartoli (mezzosoprano), el tenor Vinson Cole y el bajo René Pape. Esta fue, quizás, la última presentación en vivo de la artista y la última obra de Mozart que grabó.

### Muerte
Arleen Auger eligió para residir un pequeño pueblo cerca de Ámsterdam llamado Leusden. Allí viviría sus últimos meses de vida. En febrero de 1992, mientras grababa en Múnich con sir Colin Davis, comenzó a sufrir convulsiones y le fue diagnosticado un tumor cerebral en el lóbulo parietal derecho. Un examen posterior a la intervención confirmaría el diagnóstico: glío-blastoma, un tumor altamente maligno. Buscando mayor seguridad en la medicina norteamericana que la ofrecida en Holanda, fue intervenida quirúrgicamente en el Hospital Monte Sinaí de Nueva York. Tras la aplicación de esta cirugía, Arleen Augér declinó la radioterapia por temor a destruir el tejido sano.
Para el mes de agosto del propio año los médicos le habían pronosticado -debido a su condición-, de cuatro a seis meses de vida. Durante todo el proceso de su enfermedad viajó, entre Nueva York y Ámsterdam continuando con su lucha de dieciocho meses contra el cáncer. Se sometió a dos intervenciones quirúrgicas posteriores que agravaron mucho su ya resquebrajada salud. Más tarde, en el mes de marzo de 1993 su condición física comenzó a declinar progresivamente hasta que cayó en un coma profundo del cual nunca más regresó. Falleció en el hospital. Tenía 53 años de edad.

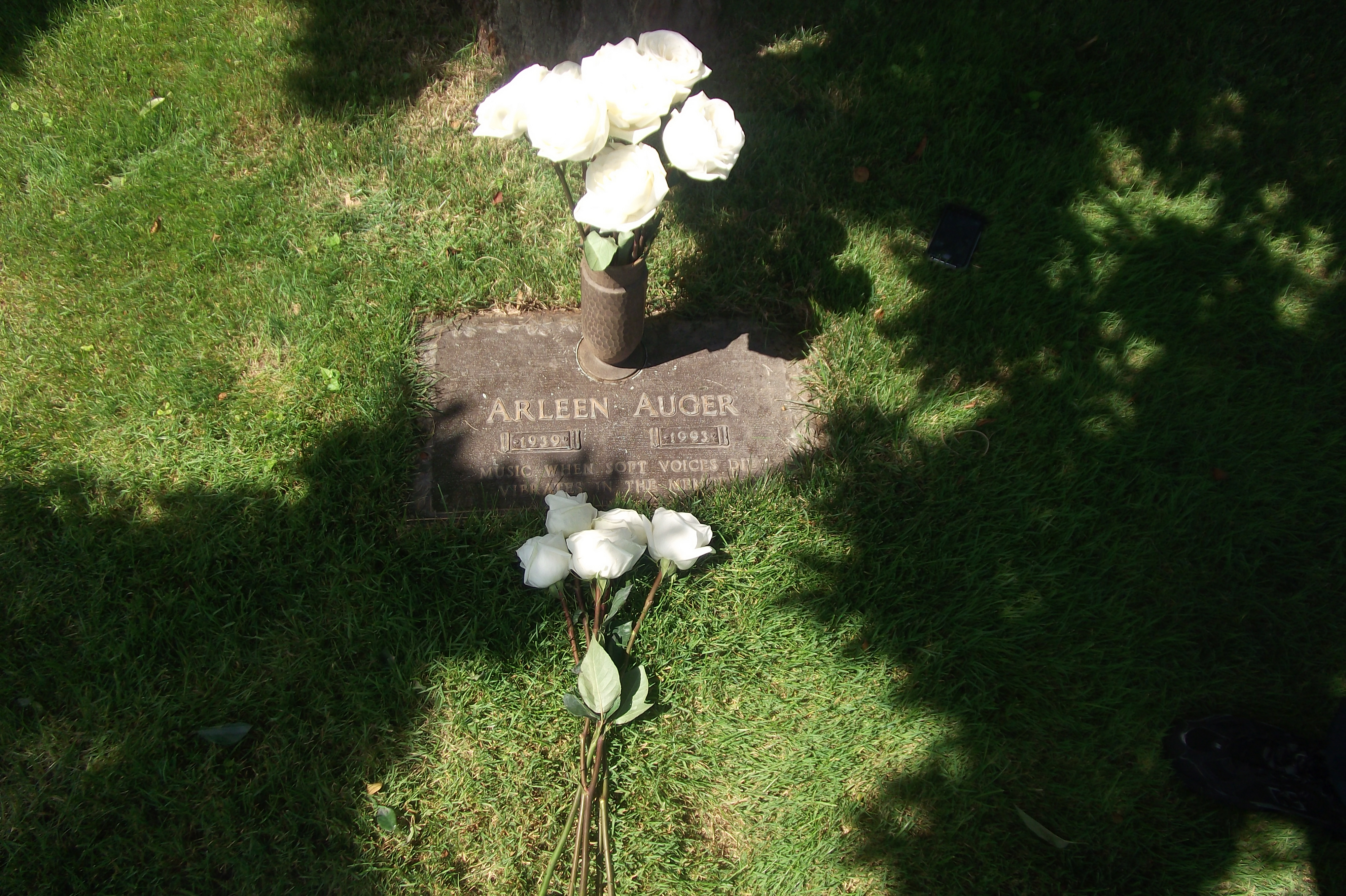
Sepultura de Arleen Auger (1939-1993) en Ferncliff Cemetery. Hartsdale. Nueva York

Murió antes que sus padres, Everett y Doris Augér y su hermano Ralph Augér. Se casó dos veces y se divorció en ambos casos.
Se celebró un servicio póstumo In Memoriam en la Frank E. Campbell Funeral Chapel de Nueva York donde se interpretaron obras de Bach, Mozart y Fauré, entre otros clásicos, en las voces de Renée Fleming y Karen Holvic. Sus restos fueron inhumados en Cresthill Garden, una pequeña colina situada en el Ferncliff Cemetery and Mausoleum de Hartsdale (Nueva York); donde yacen Béla Bartók, Michel Fokine, Aaliyah y Judy Garland entre otras personalidades del arte mundial.

## Legado
La muerte prematura de Arleen Augér no ha hecho caer en el olvido su carrera. Su cálida delicadeza vocal, su técnica depurada y su visión artística le han valido el mérito de "la voz de cristal". Según el crítico musical Tim Page, "Será eternamente recordada como esa clase de artista que no sólo trabajó para aportarle placer a la audiencia, sino para dotar de instrucción a sus colegas... Como paradigma, sostuvo una carrera ejemplar... Ella cantó durante más de un cuarto de siglo música de la mejor calidad con su hermosa voz, sin llegar a defraudar jamás el gusto del público. Arleen Augér fue una artista consagrada y firme hasta el final."